# Viktoriya Tomova
Viktoriya Konstantinova Tomova (búlgaro: Виктория Константинова Томова, nascida em 25 de fevereiro de 1995) é uma tenista profissional búlgara. 
Ela alcançou o ranking mundial de simples WTA, o mais alto de sua carreira, no 64º lugar em 5 de fevereiro de 2024, e sua melhor classificação em duplas é o nº 254, alcançado em 11 de agosto de 2014. Tomova é a atual jogadora número 1 da Bulgária.
Competindo pela equipe da Bulgária Fed Cup, ela tem um recorde de vitórias e derrotas de 13–13 (em abril de 2024).

## Carreira profissional

### 2016: Entre as 150 melhores
Em julho de 2016, Tomova alcançou a maior final de sua carreira até então no Europe Tennis Center Ladies Open [en], perdendo para a também búlgara Elitsa Kostova [en]. Na semana seguinte, ela não conseguiu se qualificar para o Bucharest Open, perdendo na última fase de qualificatória para Nadia Podoroska.
Tomova fez sua estreia no US Open na competição qualificatória, na qual passou pelas duas primeiras partidas, mas perdeu na rodada final. Ela chegou à posição de 149 do mundo em outubro e terminou o ano como nº 152.

### 2017: Estreia no WTA Tour, e Top 150 no final do ano
Tomova começou a temporada com uma derrota para Elitsa Kostova [en] na qualificatória do Brisbane International, o mesmo aconteceu em Sydney. Em sua estreia no Australian Open, ela perdeu na qualificatória para Eri Hozumi. Em sua estreia em Wimbledon, ela caiu na primeira rodada da qualificatória. Em julho, ela conquistou sua maior vitória até então, derrotando Julia Görges na primeira rodada do Aberto da Suécia. No US Open, ela perdeu na qualificatória. Em outubro, ela conseguiu se qualificar para o Linz Open, onde perdeu para a finalista do ano anterior, Viktorija Golubic, em três sets.
Ela terminou o ano em 141º lugar no ranking mundial.

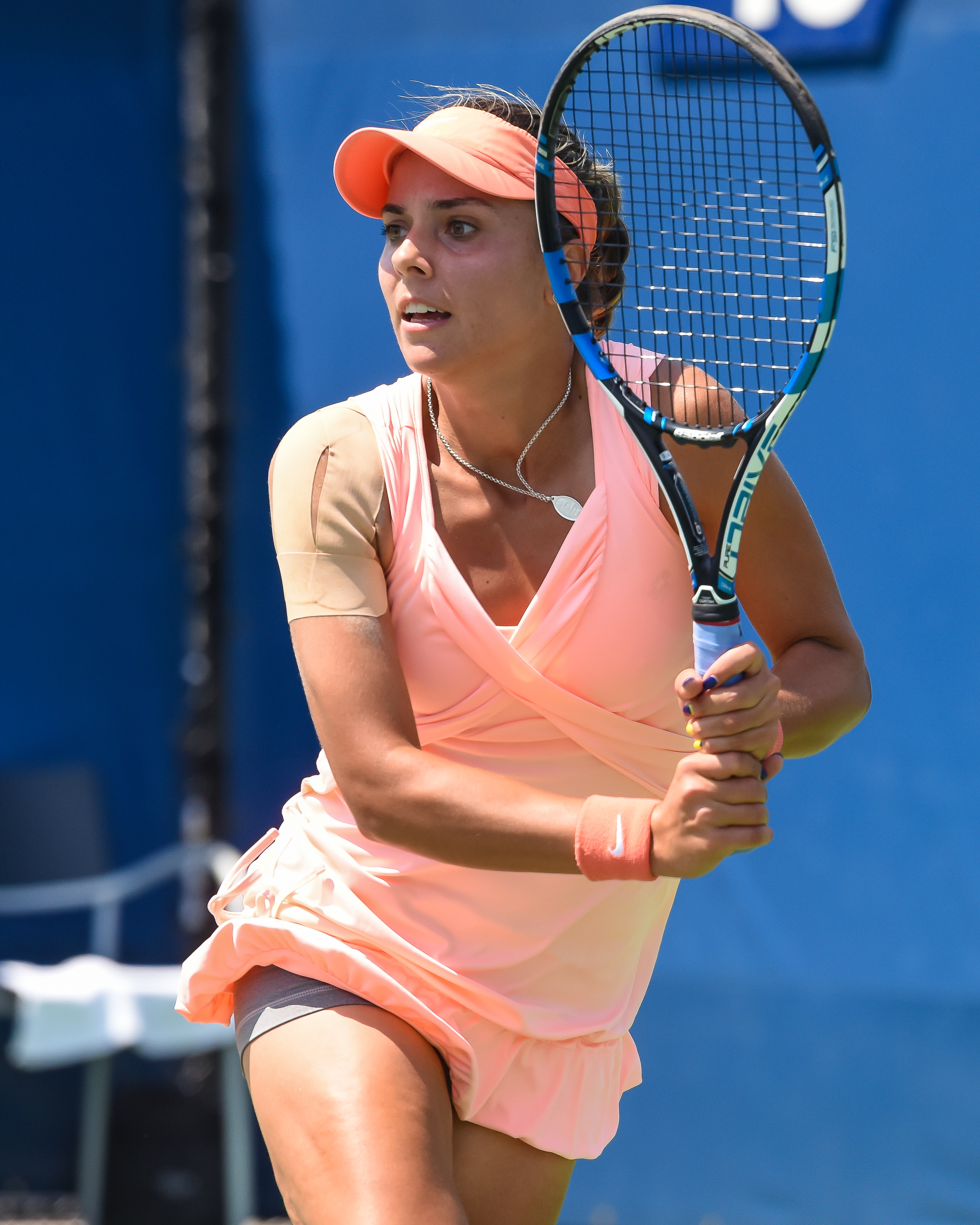
Tomova no US Open, 2017.

### 2018: Estreia em Major no Australian Open e primeira vitória em Wimbledon
Tomova fez sua estreia na chave principal de um torneio de Grand Slam, passando pela qualificatória do Australian Open como uma "lucky loser", mas depois perdeu para Nicole Gibbs em sets diretos.
No Aberto da França, ela foi eliminada na segunda rodada da qualificatória.
Ela fez sua estreia na chave principal em Wimbledon, passando pela qualificatória e derrotando a "wild card" Tereza Smitková na chave principal em sua primeira vitória no Grand Slam, mas depois perdeu para Serena Williams na segunda rodada, em sets diretos.

### 2019–20: Estreia no US Open e WTA 500
Tomova fez sua estreia na chave principal em um WTA 500 ao chegar à segunda rodada com uma vitória sobre Alizé Cornet no Pan Pacific Open de 2019, mas foi derrotada pela primeirra cabeça de chave e eventual campeã, Naomi Osaka.
Em 2020, em agosto, Tomova testou positivo para COVID-19 enquanto estava em Palermo, Itália, para um possível torneio. Em setembro, estreou na chave principal do US Open como entrada direta pelo ranking, onde foi derrotada pela 22ª cabeça de chave Amanda Anisimova, na primeira rodada.
Apesar da curta temporada, ela terminou 2020 na 138ª posição, um novo melhor resultado do ano.

### 2021: Estreia em WTA 1000, primeira semifinal do WTA Tour
Em março, ela fez sua estreia no Dubai Tennis Championships de nível WTA 1000, entrando na chave principal como uma "lucky loser". Ela perdeu na primeira rodada para a décima cabeça de chave Elise Mertens.
Em abril, Tomova chegou pela primeira vez na carreira às semifinais de um torneio WTA 250 da Copa Colsanitas com uma vitória por três sets sobre Nuria Párrizas Díaz [en]. Como resultado, ela alcançou um novo recorde na carreira, ficando em 122º lugar no ranking de simples, em 10 de maio de 2021.
No Serbia Ladies Open, ela avançou para as semifinais como uma "lucky loser", vencendo duas partidas no mesmo dia, após dois dias de adiamento devido à chuva. Ela perdeu a semifinal para a eventual campeã, e quarta cabeça de chave Paula Badosa. Como resultado dessa campanha, Tomova subiu 15 posições, para a 108ª posição. Em 28 de junho, ela alcançou uma nova classificação de melhor carreira, a 104ª posição.
Em agosto, Tomova entrou na chave principal de seu primeiro torneio de Grand Slam da temporada, passando pela qualificatória do US Open, mais uma vez como uma "lucky loser", onde perdeu para Lauren Davis. No Open Internacional de Valencia, voltou a chegar às semifinais pela primeira vez neste nível. Ela terminou o ano em 116º lugar em simples.

### 2022: Estreia no Aberto da França, primeiras quartas de final em WTA 500, final de WTA 125, Top 100

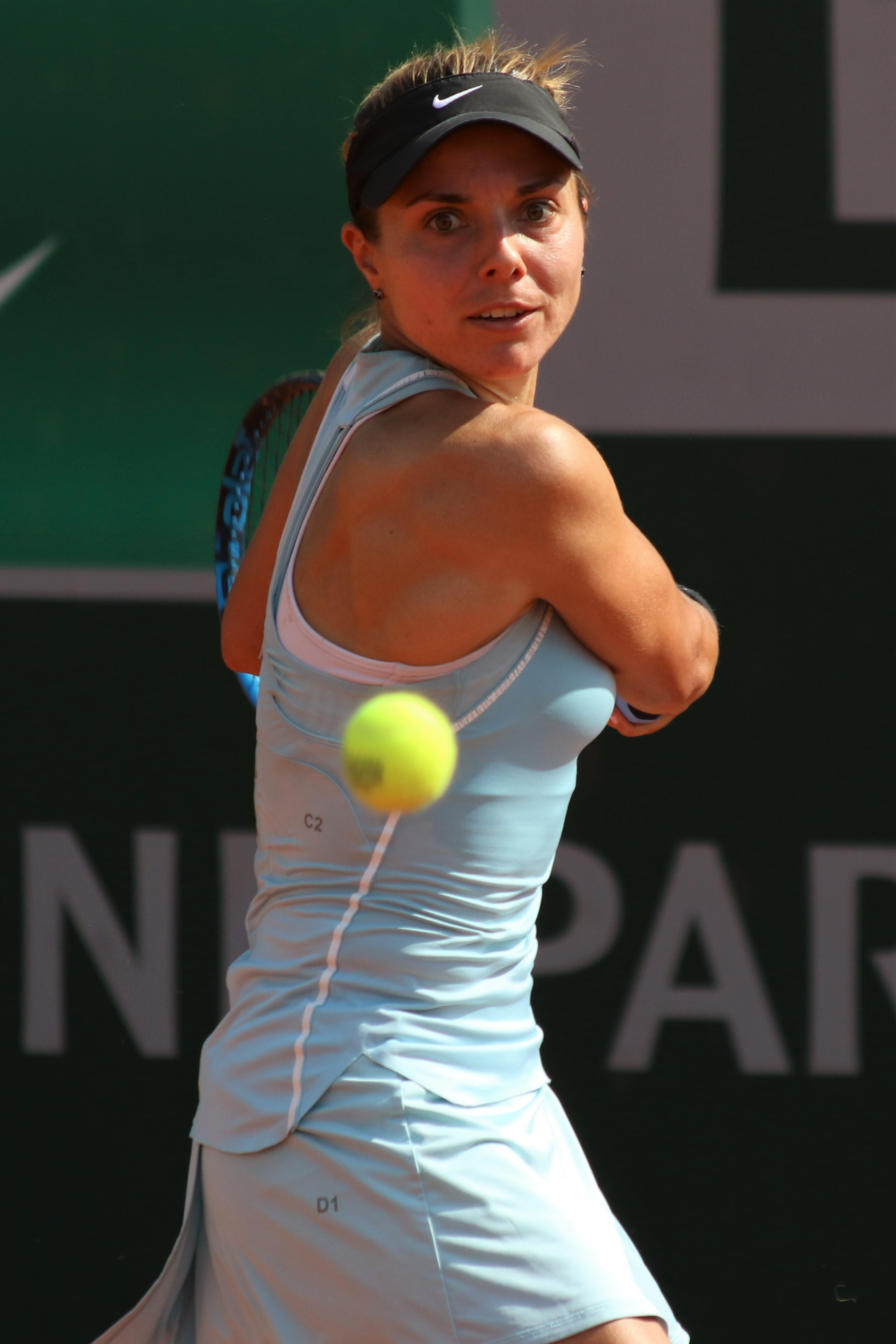
Tomova em Roland Garros, 2022.

Tomova se qualificou para o Australian Open para entrar em sua segunda chave principal neste torneio, mas perdeu para Alizé Cornet, eventual estreante nas quartas de final. Em 28 de fevereiro, ela alcançou a posição mais alta de sua carreira, no 103º lugar do mundo. Derrotando Astra Sharma na qualificatória, ela fez sua estreia na chave principal no Indian Wells Open.
Também no Aberto da França, Tomova fez sua estreia na chave principal como uma "lucky loser", completando assim o conjunto de participações na chave principal em todos os quatro eventos do Grand Slam. No entanto, ela perdeu para a número 9 do mundo, Danielle Collins, na primeira rodada. No Internacional de Valência, ela chegou às quartas de final pelo segundo ano consecutivo, derrotando Sara Errani e a número 69 do mundo e segunda cabeça de chave, Varvara Gracheva, no caminho, antes de perder em três sets apertados para a eventual finalista Wang Xiyu.
No WTA 500 Eastbourne International, Tomova substituiu a segunda cabeça de chave, Ons Jabeur, como "lucky loser". Depois de ficar de "bye" na primeira rodada, na segunda, ela derrotou a número 37 do mundo, Shelby Rogers, e então avançou para suas primeiras quartas de final em um WTA 500 depois de derrotar Kirsten Flipkens e se vingar da derrota na rodada final da qualificatória. Em Wimbledon, ela chegou à segunda rodada pela segunda vez, derrotando a "wild card" Daria Gavrilova antes de perder para a número 5 do mundo, Maria Sakkari. No mesmo torneio, estreou em duplas em um major, ao lado de Elisabetta Cocciaretto; elas chegaram à segunda rodada.
No Aberto da Suécia, Tomova chegou novamente às quartas de final derrotando İpek Öz [en]. Ela deu um passo adiante ao derrotar a ex-jogadora do top 20 Mihaela Buzărnescu na semifinal. Lá, ela perdeu para a eventual campeã Jang Su-jeong [en]. Como resultado, ela alcançou um novo ranking de simples, o mais alto de sua carreira, 101, em 11 de julho de 2022. Após uma participação na semifinal no Aberto da Polônia em Grodzisk Mazowiecki, ela alcançou o número 99 do mundo em 8 de agosto de 2022, tornando-a a única representante feminina da Bulgária entre as 100 primeiras.
Tomova perdeu na última rodada da qualificatória do US Open para a jogadora eslovaca Viktória Hrunčáková [en]. No Aberto de Budapeste, ela chegou à final de um torneio WTA 125 pela primeira vez, derrotando duas jogadoras do top 100, a terceira cabeça de chave Jasmine Paolini e Julia Grabher [en], e também duas ex-jogadoras do top 50, Anna Karolína Schmiedlová e Océane Dodin. Ela foi derrotada na final por Tamara Korpatsch.
Tomova terminou o ano na 90ª posição do mundo, em 7 de novembro de 2022, uma nova melhor classificação de final de ano. Duas semanas depois, em 23 de novembro de 2022, ela foi confirmada como participante da United Cup de 2023 como parte da seleção búlgara.

### 2023: Estreia na United Cup, vitórias em WTA 1000, Top 75, primeiro título WTA 125

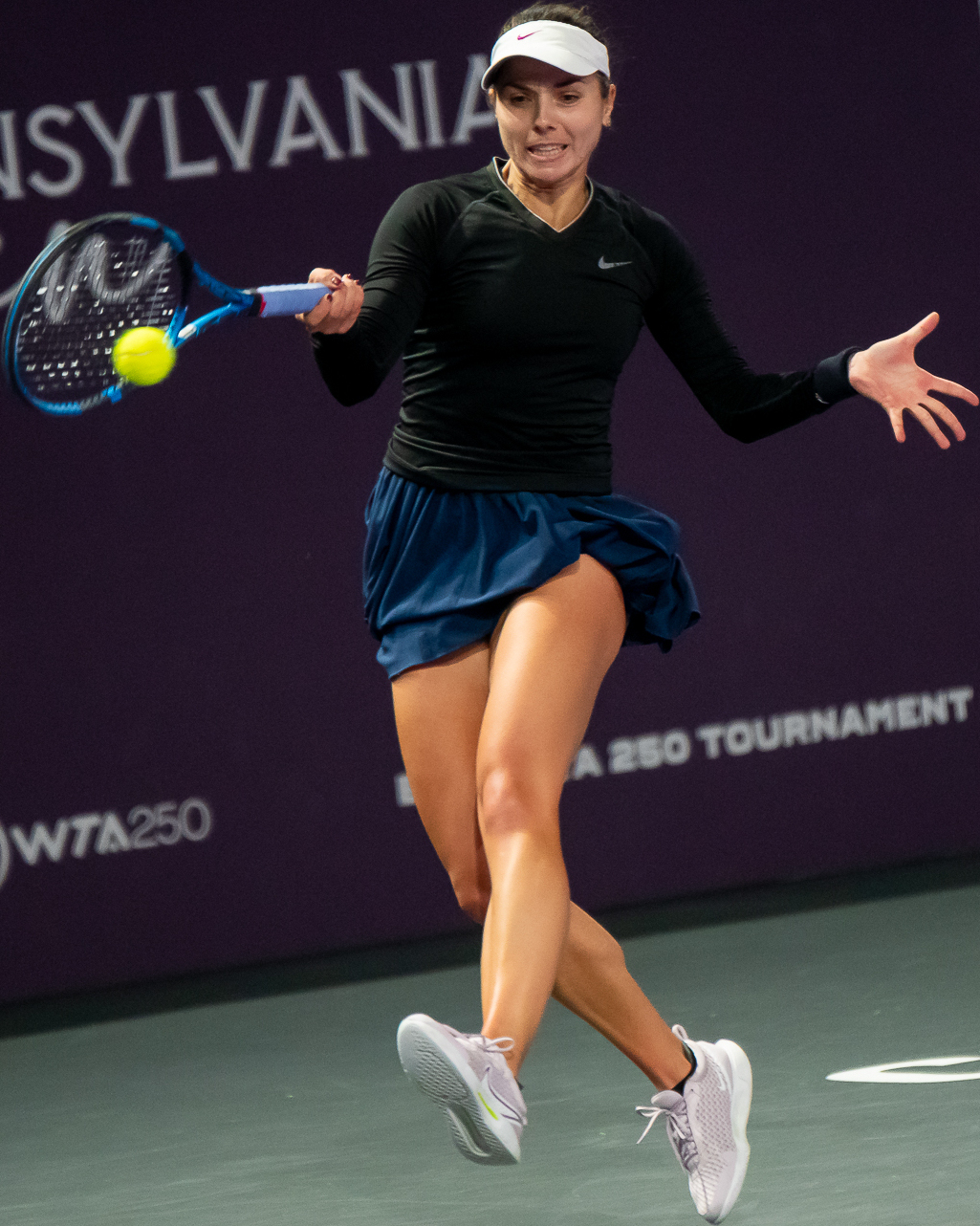
Tomova no Transylvania Open, 2023.

Tomova participou da United Cup como a jogadora número 1 da Bulgária e disputou uma partida de simples, que perdeu para a número 6 do mundo, Maria Sakkari. No Australian Open ela perdeu na primeira rodada para a 12ª cabeça de chave Belinda Bencic. Ela se classificou para a chave principal do Linz Open, derrotando Barbara Haas [en] e a ex-finalista do Aberto da França, a "wild card" Anastasia Pavlyuchenkova. Ela perdeu na primeira rodada para outra ex-finalista de Roland Garros, Markéta Vondroušová.
Em seguida, Tomova se qualificou novamente, desta vez para a chave principal do WTA 500 em Doha, derrotando três jogadoras do top 100, Maryna Zanevska e duas americanas, Lauren Davis e Madison Brengle. Ela perdeu para a sétima cabeça de chave Belinda Bencic na primeira rodada. Na semana seguinte, ela alcançou novamente a chave principal após se qualificar no WTA 1000 Dubai Championships derrotando Ankita Raina [en] e Jang Su-jeong [en]. Ela derrotou Kaia Kanepi para registrar sua primeira vitória em um WTA 1000, antes de perder para a número 4 do mundo e terceira cabeça de chave, Jessica Pegula. Como resultado, ela passou para uma nova classificação mais alta na carreira, nº 87, em 27 de fevereiro de 2023.
No WTA 1000 seguinte, em sua estreia no Miami Open, Tomova entrou na chave principal como uma "lucky loser" e derrotou a também vinda da qualificatória Anna Karolína Schmiedlová na primeira rodada, e em seguida, perdeu para a 30ª cabeça de chave Danielle Collins. Em abril, ela chegou à final e conquistou o título no torneio de US$ 80k em Saragoça [en], derrotando a quarta cabeça de chave Tereza Martincová. Como resultado de conquistar seu maior título desde 2019, ela alcançou um novo recorde na carreira entre as 75 primeiras e se tornou a primeira búlgara desde Tsvetana Pironkova em 2017 a alcançar esta classificação.
No próximo WTA 1000, sua estreia em Madri como cabeça de chave da qualificatória, Tomova entrou na chave principal novamente como uma "lucky loser". Mais uma vez, em sua estreia, como primeira cabeça de chave da qualificatória no próximo torneio WTA 1000 em Roma, ela entrou na chave principal. Porém, perdeu para Yulia Putintseva na primeira rodada, em três sets. Apesar disso, ela alcançou uma nova classificação mais alta na carreira, nº 71, em 22 de maio de 2023.
No Birmingham Classic, Tomova entrou na chave principal como uma "lucky loser", mas perdeu para a também vinda de qualificatória Tereza Martincová. Em Wimbledon, ela registrou sua primeira vitória entre as 30 primeiras, derrotando a 27ª cabeça de chave Bernarda Pera. Ela ganhou o maior título de sua carreira no Chicago Challenger derrotando a americana Claire Liu [en] em sets diretos.

### 2024: Primeiras quartas de final em quadra dura do WTA e segunda semifinal, Top 65
Tomova entrou em seu primeiro torneio da temporada, o Hobart International, como uma "lucky loser" e derrotou Martina Trevisan em sets diretos. Ela então derrotou a nona cabeça de chave Tatjana Maria em sets diretos em uma partida de 59 minutos para avançar para suas primeiras quartas de final em quadra dura. Ela perdeu para a eventual campeã Emma Navarro. Na semana seguinte, no Australian Open, ela venceu sua primeira partida neste Major, derrotando Kayla Day. Como resultado, ela melhorou a melhor classificação de sua carreira ao chegar ao top 65. Ela perdeu para a 19ª cabeça de chave Elina Svitolina na segunda rodada. Ela entrou novamente na chave principal como uma "lucky loser" no Qatar Ladies Open, em Doha. Ela também se qualificou para o próximo WTA 1000 em Dubai. Em Indian Wells, ela registrou sua primeira vitória neste torneio derrotando a ex-campeã do Grand Slam Sofia Kenin em sets diretos. Ela perdeu para a 20ª cabeça-de-chave Caroline Garcia. No próximo WTA 1000, o Miami Open, ela derrotou a "lucky loser" Tamara Korpatsch [en] pela primeira vez, tendo perdido para ela em seus seis encontros anteriores. 
Começando sua temporada em quadras de saibro no Charleston Open, Tomova derrotou Mayar Sherif na primeira rodada. Em maio, no Aberto de Marrocos, em Rabat, depois de derrotar as vindas da qualificatória Berfu Cengiz, Wang Yafan e Laura Siegemund, ela alcançou sua segunda semifinal do WTA, mas perdeu para a eventual campeã, Peyton Stearns, em um jogo muito disputado de três sets. Já no Aberto da França, venceu a cabeça de chave N° 16 Ekaterina Alexandrova, na primeira rodada em sets diretos, mas perdeu na segunda para Wang Xinyu, em jogo de três sets. Em junho, ela foi vice-campeã do Open Internacional de Valencia, perdendo na final para Ann Li em sets diretos.
Tomova começou a temporada em quadras de grama tentando o Bad Homburg Open, no qual passou por Taylor Townsend na qualificatória em sets diretos. Já na chave principal, venceu a "wild card" local, Tatjana Maria, na primeira rodada em sets diretos, Linda Noskova na segunda, também em sets diretos, e Anna Blinkova nas quartas de final em jogo de três sets. Na sua semifinal, enfrentou Donna Vekic, jogo que perdeu em sets diretos. Em seguida, participou do Torneio de Wimbledon, no qual, perdeu para Wang Xinyu, na primeira rodada, em jogo de três sets.